# Карденаль, Фернандо
Фернандо Карденаль (исп. Fernando Cardenal; 26 января 1934, Гранада — 20 февраля 2016, Манагуа) — никарагуанский революционер и иезуитский священник, ставший, как и его брат Эрнесто, членом СФНО. Родственник Антонио Карденаля. Министр образования в правительстве сандинистов (1984—1990).

## Биография
Родился в богатой семье в никарагуанской Гранаде. Он вступил в орден иезуитов, а позже вместе со своим старшим братом Эрнесто примкнул к повстанцам-сандинистам. После свержения диктатора Анастасио Сомосы в 1979 г. отец Фернандо возглавил кампанию ликвидации безграмотности, а в 1984 г. стал министром образования Никарагуа.
Был запрещен к служению папой Иоанном Павлом II, так как церковь Никарагуа и орден иезуитов сами отказывались это сделать. В качестве основания было объявлено, что католическая церковь не благословляет своих клириков заниматься активной политической деятельностью. Священник был запрещен к служению и исключён из ордена иезуитов, с которым он, впрочем, сохранил добрые отношения.
В 1990 г. он покинул министерский пост и дистанцировался от сандинистов, заявив, что эта партия «отошла от принципов революции».
В 1996 г. — после испытательного периода — он был вновь принят в орден иезуитов. До 2011 г. возглавлял национальное образовательное движение «Fe y Alegría» («Вера и радость»), главной целью которого было нести просвещение в самые широкие массы никарагуанцев.